# Хлебный (Саратовская область)
Хлебный —опустевший железнодорожный разъезд в Краснокутском районе Саратовской области в составе городского поселения Муниципальное образование город Красный Кут. 

## География
Находится на расстоянии примерно 7 километров по прямой на юг от районного центра города Красный Кут. 

## Население
Население разъезда составляло 12 человек в 2002 году (100% казахи),  0 в 2010.